# Gau de Weser-Ems
El Gau de Weser-Ems (Gau Weser-Ems) va ser una divisió administrativa de l'Alemanya nazi de 1933 a 1945 a l'Estat Lliure d'Oldenburg, a l'Estat de Bremen i a l'extrem occidenta de la província prussiana de Hannover. Abans d'això, de 1928 a 1933, era la subdivisió regional del partit nazi en aquesta zona.
El sistema nazi de Gau (en plural Gaue) va ser establert originalment en una conferència del partit, el 22 de maig de 1926, per tal de millorar l'administració de l'estructura del partit. A partir de 1933, després de la presa de poder nazi, els Gaue va reemplaçar cada vegada més als estats alemanys com a subdivisions administratives a Alemanya.
Al capdavant de cada Gau es va situar un Gauleiter, una posició cada vegada més poderosa, especialment després de l'esclat de la Segona Guerra Mundial, amb poca interferència des de dalt. El Gauleiter local sovint ocupava càrrecs governamentals i de partit, i s'encarregava, entre altres coses, de la propaganda i la vigilància i, a partir de setembre de 1944, el Volkssturm i la defensa de la Gau.
La posició de Gauleiter a Weser-Ems va ser ocupada per Carl Röver de 1928 a 1942, seguida de Paul Wegener de 1942 a 1945. Röver, el Gauleiter original, va ser un dels inicials seguidors d'Adolf Hitler a l'estat d'Oldenburg, però va perdre la seva influència a mesura que els anys van progressar i van morir a l'hospital de Berlín sense que les circumstàncies fossin establertes. Wegener, el seu successor, va sobreviure a la guerra i va morir el 1993.

## Gauleiters
- 1928-1942: Carl Röver
- 1942-1945: Paul Wegener